# Епископ арадски Исаија
Исаија Ђаковић (Грабовац код Сланкамена, 17. век – Беч, 20. јул 1708) био је митрополит крушедолски (карловачки) 1708. године.

## Биографија
Рођен је у некадашњем сремском селу Грабовцу код Сланкамена. Грабовац је од почетка 18. века пустара, на средокраћи између Сланкамена и Крчедина. У истом селу, са црквом подигнутом 1768. године је прво био свештеник, а затим када је остао удовац, замонашио се у манастиру Крушедолу. Постао је епископ јенопољски за време Турака, у времену пре Велике сеобе Срба 1690. године. Његова епархија је тада обухватала Јенопоље са Поморишјем и Арадом. Столовао је у Темишвару, па се називао и епископ темишварски.
Током Велике сеобе Срба патријарх Арсеније III сазвао је 18. јуна 1690. године у Београду народни збор. На том збору учествовао је и епископ Исаија чије је многе позитивне особине, познавање језика, као и познавање политичких прилика у Хабзбуршкој монархији, уочио патријарх Арсеније. У свом раду у новим околностима патријарх се могао ослонити на искуство и способности епископа Исаије. Током овог збора у Београду формулисани су захтеви српског народа који је имао намеру да у већем броју пређе у Угарску.
Епископ Исаија је тада отишао у Беч и састао се са грофом Ђорђем Бранковићем који је био ухапшен. Заједно су уобличили захтеве са Београдског збора и 21. августа 1690. године епископ Исаија је добио од цара Леополда I привилегију којом су гарантована тражена права. Инсистирањем епископа Исаије текст већ спремљене привилегије је допуњен реченицом која каже да се власт српског патријарха проширује и признаје и над православним народом у Хрватској и Угарској.
Да би стали на пут интензивном залагању римокатолика на унијаћењу Срба у Срему и Славонији, патријарх Арсеније III је кренуо у обилазак својих верника, за то је добио у Бечу 5. марта 1692. године путни лист за себе и епископа Исаију. Тада је епископ Исаија обишао Србију, Херцеговину и Далмацију.
Убрзо после Велике сеобе цар Леополд I је даровао манастир Гргетег са свим његовим поседима на доживотно уживање епископу Исаији. Касније, када је постао митрополит, Исаија је Гргетег прогласио митрополитским добром. По царској привилегији од 4. марта 1695. године Исаија је наведен као владика темишварски и арадски.
По окончању Бечког рата (1683-1699), све области јужно од реке Мориша су по одредбама Карловачког мира (1699) морале да буду враћене под турску власт. Епископу Исаији Ђаковићу је тако преостало само северно Поморишје, услед чега је за главно место своје епархије одабрао град Арад. Од тог времена, његова епархија је почела да се назива Арадском епархијом, иако је у наслову епископа и даље често помињано и старо Јенопоље.
Патријарх Арсеније III је изненада умро у Бечу 27. октобра 1706. године, па се поставило питање његовог наследника. Епископ Исаија је радио на томе да се што пре попуни место духовног поглавара. У погледу односа са Пећком патријаршијом, заступао је став, супротно од осталих архијереја, да се изабере нови патријарх и организује посебна патријаршија. Други су, на челу са фрушкогорским епископом Стефаном Метохијцем, заступали став да српска црква у овим крајевима организује као аутономна митрополија у саставу Пећке патријаршије.
У Бечу је, 3. марта 1707. године, одржана заједничка конференција представника Дворског ратног савета и Дворске угарске коморе и том приликом је донета одлука која је била против обе српске тезе. Конференција је донела одлуку да се приликом избора новог црквеног поглавара аустроугарских Срба има настојати да се он прогласи потпуно независним од свих патријараха под Турцима, али да ни сам не може носити титулу патријарха.
На првом црквено-народном сабору одржаном 6. јануара 1708. године у манастиру Крушедолу, победила је теза митрополита Стефана Метохијца да се не смеју прекидати везе са Пећком патријаршијом. Тада је основана нова Крушедолска митрополија и за њеног првог митрополита једногласно је изабран Исаија Ђаковић, који је знао стране језике и двадесет година водио све црквене послове у односу са властима. Био је он и царски саветник владара Јосифа. Приликом устоличења нови митрополит је пред целим црквено-народним сабором положио заклетву верности Православној цркви уопште, цару и пећком патријарху. Новом митрополиту је за архидијецезу одређен Срем и Осечко поље. За време своје краткотрајне управе митрополит Исаија се настанио у Сремским Карловцима, где је 15. маја 1708. године одржао прво редовно заседање Светог архијерејског синода новоосноване Крушедолске митрополије.
Нови митрополит крушедолски, знајући потребе свога народа и цркве са једне, и тежње политичких и римокатоличких кругова са друге стране, поднео је 4. јануара 1709. године цару Јосифу I захтев у једанаест тачака. Тражио је да сви тадашњи и будући епископи у Монархији зависе од митрополита док се не освоји Пећ, седиште српског патријарха. Тражио је да Крушедолска митрополија задржи у потпуности своја добра, да народ сам себи бира митрополите и поставља митрополитске администраторе, да српско свештенство слободно врши своје дужности, а епископи да слободно и неометано обилазе своје епархије и сакупљају своје приходе који су им привилегијама одобрени, да је православна вера слободна и равноправна с католичком и да се српски народ не присиљава да празнује католичке празнике. Осим тога, митрополит је тражио да православне епископе посвећује само српски архиепископ, и да онај православни митрополит или епископ који пређе на унију буде лишен чина, а да народ на његово место може поставити новог митрополита или епископа.
Језуитима је сметао Ђаковић и постоје сумње да су му радили о глави. Сматрали су да је крив што су православци преплавили Угарску. Приликом посете Бечу ради црквено-народних послова, митрополит Исаија је изненада умро 20. јула 1708. године. Сахрањен је трудом владике славонског Софронија Подгоричанина у манастиру Крушедолу.